# عبد الجليل القصري
أبو محمد عبد الجليل بن موسى بن عبد الجليل الأوسي الأنصاري، من أهل القصر الكبير بالمغرب، وبالنسبة إليه شهر، وهو صاحب التصانيف الجليلة، روى عن ابن حنين وأخذ عنه الموطأ، كان عارفا باللغة والنحو والأدب، وكلامه في طريق التصوف سهل محرر مضبوط بظواهر الكتاب والسنة في سفر وسط وغير ذلك، من أبرز آثاره كتاب تفسير القرآن وشعب الإيمان وشرح الأسماء الحسنى والأسئلة والأجوبة.

## حياته
عبد الجليل القصري، لقب بالقصري نسبة إلى مدينة القصر الكبير، كانت له مشاركة في علوم شتى، وتصرف في الأدب والنحو واللغة وغير ذلك، أخذ العلم عن أستاذه ابن حنين، ولازمه حتى روى عنه الموطأ بفاس، ولازم أبا الحسن بن غالب بالقصر الكبير، وحدث بكتاب اليقين من تأليفه، كما روى عن أشهر علماء عصره، ولم يزل يطلب العلم ويتنقل بين مجلس العلم، حتى صنف أشهر كتبه، وهو كتاب  تفسير القرآن وشعب الإيمان وشرح الأسماء الحسنى والأسئلة والأجوبة، وفسر مشكل الكتاب والسنة في سفر وسط وغير ذلك من الكتب التي مازال ينتفع بها طلاب العلم، وتآليفه كلها جليلة مفيدة في بابها لم يسبق إليها.

## شيوخه
أخذ عبد الجليل القصري العلم عن أشهر علماء أهل زمانه، أمثال:
روى الموطأ عن أبي الحسن بن حنين الكناني محدث فاس صاحب ابن الطلاع، وصحب بالقصر أبا الحسن علي بن خلف بن غالب الزاهد ولازمه، وفتح بن محمد المقرئ وروى أيضا عن ابن بشكوال وابن الفخار.

## تلاميذه
كما روى عنه:
أبو عبد الله الأزدي، وأبو الحسن الغافقي، والفقيه أبو محمد ابن الفقيه أبي الحجاج،  وأبي بكر بن العربي، وأجاز لأبي محمد بن حوط الله.

## الوفاة
توفي عبد الجليل القصري بسبتة عام 608هـ|1211م.